# Saïd-Hassan Aboumouslimov
Saïd-Hassan Saïd-Magomedovitch Aboumouslimov, né le 1er février 1953 en RSS kazakhe (URSS), est un historien, écrivain, publiciste et homme politique tchétchène, vice-président de la république tchétchène d'Itchkérie entre 1996 et 1997.

## Biographie

### Origines
Saïd-Hassan Aboumouslimov est né le 1er février 1953 au sein d'une famille tchétchène appartenant au taïp Tsontaroï (ce). 
Comme la plupart des personnalités du mouvement indépendantiste tchétchène nées pendant l'épisode de la déportation, il voit le jour au Kazakhstan alors appelé RSS kazakhe.

### Formation
Saïd-Hassan Aboumouslimov étudie à l'université d'État de Moscou, d'abord à la faculté d'histoire (en) de 1974 à 1981, puis à celle d'économie (en) de 1982 à 1985. En 1990, il y soutient sa thèse de doctorat sur « Le développement de l’agriculture en Tchétchéno-Ingouchie dans les années 1920-1930 ». 
Ayant appris l'allemand lors de son cursus universitaire, Saïd-Hassan Aboumouslimov parle couramment cette langue en plus du russe et de son tchétchène natal. 

## Carrière

### Carrière professionnelle
De 1990 à 1994, il enseigne l'histoire à l'université d'État de Tchétchénie.

### Carrière politique

#### Sous le régime soviétique
En 1974, Saïd-Hassan Aboumouslimov et Khozh-Akhmed Noukhaïev (en) cofondent l'organisation indépendantiste tchétchène Obchina. 
Au début des années 1980, Saïd-Hassan Aboumouslimov participe au samizdat. Il contribue notamment à diffuser les écrits d'Avtorkhanov (en) et de Soljenitsyne (L'Archipel du Goulag) sur le territoire de la RSSA de Tchétchénie-Ingouchie. 
En juillet 1989, il participe à la fondation de l'association publique Bart présidée par Zelimkhan Iandarbiev. L'association sert de base au Parti démocratique vaïnakh que Saïd-Hassan Aboumouslimov rejoint à sa création le 5 mai 1990,.  

#### Sous l'indépendance
Membre du premier parlement de la Tchétchénie indépendante (en), Saïd-Hassan Aboumouslimov participe à la rédaction de la Constitution de la république tchétchène ainsi qu'à la séance qui voit son adoption le 12 mars 1992,. 
À cette époque, Saïd-Hassan Aboumouslimov souhaite à terme l'indépendance de l'intégralité du Caucase du Nord sous la forme d'une confédération,,,. 
Après l'assassinat du leader indépendantiste Djokhar Doudaïev par l'armée de l'air russe le 21 avril 1996, son vice-président Zelimkhan Iandarbiev lui succède à la tête de la république tchétchène d'Itchkérie et Saïd-Hassan Aboumouslimov devient son vice-président. 
Le 31 août 1996, Saïd-Hassan Aboumouslimov signe les accords de Khassaviourt qui mettent fin à la première guerre de Tchétchénie,. 
Le 27 janvier 1997, il est candidat à la vice-présidence de la république tchétchène d'Itchkérie (poste qu'il occupe seulement par intérim) sur le même ticket que Zelimkhan Iandarbiev (candidat à la présidence). Le duo ne remporte qu'un dixième des suffrages exprimés et termine troisième du scrutin (en).
De 1997 à 1999, Saïd-Hassan Aboumouslimov est chargé des négociations entre la république tchétchène d'Itchkérie et la fédération de Russie au sujet du règlement politique et juridique des relations entre les deux entités. 

#### En exil
Après le déclenchement de la seconde guerre de Tchétchénie, Saïd-Hassan Aboumouslimov devient commissaire de la république tchétchène d'Itchkérie habilité à enquêter sur « les crimes commis par les chauvins russes contre les Tchétchènes et les autres peuples du Caucase »,, un poste qu'il occupe jusqu'en mars 2005. Par ailleurs, le président Aslan Maskhadov en fait son représentant personnel auprès de l'OSCE mais il n'est pas autorisé à participer au sommet de l'organisation (en) qui se déroule les 18 et 19 novembre 1999 à Istanbul.  
Depuis, Saïd-Hassan Aboumouslimov vit en exil, d'abord en Turquie, puis en Azerbaïdjan et enfin en Allemagne, où il tient un bureau destiné à organiser les activités de la résistance tchétchène à l'étranger. 
Attaché à la république tchétchène d'Itchkérie et à ses institutions, Saïd-Hassan Aboumouslimov continue de prôner sa pleine restauration et s'oppose à sa transformation en émirat du Caucase,, décrétée par son président Dokou Oumarov le 7 octobre 2007.